# Krystyna Krupa
Krystyna Krupa, bis 1962 Krystyna Malinowska, (* 15. Januar 1939 in Gmina Wyszki) ist eine ehemalige polnische Volleyballspielerin, die zwei olympische Medaillen gewann.

## Karriere
Bei der Weltmeisterschaft 1962 trat sie noch als Krystyna Malinowska an. Die Polinnen gewannen ihre Vorrundengruppe und belegten dann in der Hauptrunde den dritten Platz hinter den Mannschaften aus Japan und aus der Sowjetunion. 
1963 bei der Europameisterschaft in Rumänien, nun als Krystyna Krupa antretend, gewann sie mit der polnischen Mannschaft die Silbermedaille hinter der sowjetischen Mannschaft.
Im Jahr darauf fand bei den Olympischen Spielen 1964 die olympische Premiere für Volleyball statt. Die polnische Mannschaft erreichte den dritten Platz hinter den Japanerinnen und der Auswahl aus der Sowjetunion. Krupa kam in den Spielen gegen Japan und gegen die Sowjetunion jeweils als Einwechselspielerin aufs Feld und konnte auch jeweils mindestens eine Balleroberung beisteuern.
An der Weltmeisterschaft 1967 nahm die polnische Mannschaft, wie alle anderen Ostblockmannschaften, nicht teil, nachdem es mit den gastgebenden Japanern zu keiner Einigung über die Bezeichnungen für die zur Teilnahme qualifizierten Teams aus Nordkorea und aus der DDR kam. Bei der Europameisterschaft 1967 gewannen die Polinnen wieder die Silbermedaille hinter der Mannschaft aus der Sowjetunion.
1968 wurde das olympische Volleyballturnier in Mexiko-Stadt ausgetragen. Es siegte die sowjetische Mannschaft vor den Japanerinnen und den Polinnen. Krupa war in allen sieben Spielen dabei. Ihre erfolgreichste Partie war das Spiel gegen Südkorea, wo sie mit zehn Balleroberungen und 6,5 Punkten zum 3:2-Sieg beitrug.
Krystyna Krupa war die Schwiegertochter von Stefania Krupa, die 1936 an den olympischen Turnwettbewerben teilgenommen hatte.